# Dolmen de la Loge aux Sarrazins
Le dolmen de la Loge aux Sarrazins, appelé aussi dolmen du Mont Savarin,  est un dolmen situé sur la commune de Saint-Germain-de-Tallevende-la-Lande-Vaumont dans le département du Calvados en France.

## Historique
La première mention du dolmen est faite en 1831 par M. Castel. L'édifice fait l’objet d’une classement au titre des monuments historiques depuis le 26 juin 1934.

## Description
Le dolmen est orienté à peu près est-ouest, avec une ouverture au sud-ouest. Il se compose de cinq orthostates, dont deux ne supportent pas la table de couverture, délimitant une chambre assez spacieuse de 1,80 m sur 1,30 m. La table de couverture mesure 3 m sur 2,40 m. 
Selon Castel, la table de couverture fut en partie débitée à la fin du XVIIIe siècle pour construire une maison mais le monument fut conservé pour servir d'abri au bétail. Toutes les dalles sont en granite de Vire.
| Dalle | Longueur | Épaisseur | Hauteur |
| ----- | -------- | --------- | ------- |
| N° 1  | 0,95 m   | 0,30 m    | 0,90 m  |
| N° 2  | 1,60 m   | 0,60 m    | 1,40 m  |
| N° 3  | 2,60 m   | 0,80 m    | 1,45 m  |
| N° 4  | 1,20 m   | 0,30 m    | 1,20 m  |
| N° 5  | 1,90 m   | 0,70 m    | 1,40 m  |